# Ronde van Frankrijk 2008/Negentiende etappe
De Negentiende etappe van de Ronde van Frankrijk 2008 werd verreden op 25 juli 2008 over een afstand van 165,5 kilometer.
Het parcours was niet al te lastig: er was een klimmetje van de vierde en een van de derde, waarvan de laatste al op 42 kilometer van de start lag. De laatste vijf kilometer tot de finish waren volledig vlak.

## Verloop
Damiano Cunego is niet gestart aan de negentiende etappe van de Tour de France. De Italiaanse outsider voor de eindzege, bleef weinig bespaard. In de bergen werd hij voortdurend op achterstand gereden, lag hij herhaaldelijk tegen de vlakte en verloor hij op de Alpe d'Huez 12 minuten op Carlos Sastre. In de achttiende etappe bleek de gifbeker verre van leeg; na 20 kilometer sloeg hij wederom tegen het asfalt. Vol schaafwonden, een bebloede kin en met een geruïneerd outfit kwam hij als laatste over de streep. Direct na zijn lijdensweg weigerde hij de handdoek in de ring te gooien, maar een dag later zag hij in dat verder rijden zinloos was.
De overgebleven 149 renners begonnen om 13u30 aan de negentiende etappe, waarin na velen bergetappes de sprinters zich weer eens zouden kunnen laten gelden. Tijdens de eerste klim namen Alessandro Ballan, Egoi Martínez, Pierrick Fédrigo en wederom Stefan Schumacher de benen. Het viertal kreeg wel een gaatje, maar dat werd niet groter dan een minuut. Na een vlucht van 55 kilometer werden de vier vluchters weer ingerekend door het peloton. Voor enkele renners ging het allemaal te snel. Christophe Brandt kneep na 50 kilometer in de remmen en Juan Antonio Flecha en Romain Feillu raakten op grote achterstand van het peloton.
Vervolgens probeerden Sylvain Chavanel en Jérémy Roy het. De twee kregen wél de zegen van het peloton en bouwden hun voorsprong zeer snel uit. Binnen de kortste keren hadden de twee vijf minuten te pakken en pas op dat moment vonden de teams die deze editie nog niets gewonnen hadden het tijd om in actie te komen. Wat Quick-Step, Milram en Barloworld ook uitrichtten, de twee Fransen waren gevlogen.
Chavanel bleef Roy in de sprint uiteindelijk een halve fietslengte voor. Gerald Ciolek won iets meer dan een minuut later de sprint van het geklopte peloton.
Juan Antonio Flecha, Romain Feillu en Fabian Wegmann kwamen op meer dan 28 minuten achterstand over de finish en werden wegens overschrijding van de tijdslimiet uit de strijd genomen.

### Tussensprints
| Tussensprint Chantelle na 102,5 km |                  |        |
| Plaats                             | Naam             | Punten |
| Winnaar                            | Sylvain Chavanel | 6      |
| 2                                  | Jérémy Roy       | 4      |
| 3                                  | Erik Zabel       | 2      |

| Tussensprint Commentry na 143,5 km |                  |        |
| Plaats                             | Naam             | Punten |
| Winnaar                            | Jérémy Roy       | 6      |
| 2                                  | Sylvain Chavanel | 4      |
| 3                                  | Gianpaolo Cheula | 2      |

### Bergsprints
| Beklimming La Croix-du-Sud na 17,5 km | Beklimming La Croix-du-Sud na 17,5 km | Beklimming La Croix-du-Sud na 17,5 km | 3e cat. 11,0 km à 3,5 % | 3e cat. 11,0 km à 3,5 % |
| Plaats                                | Naam                                  | Naam                                  | Punten                  |                         |
| Winnaar                               | Stefan Schumacher                     | Stefan Schumacher                     | 4                       |                         |
| 2                                     | Pierrick Fédrigo                      | Pierrick Fédrigo                      | 3                       |                         |
| 3                                     | Alessandro Ballan                     | Alessandro Ballan                     | 2                       |                         |
| 4                                     | Egoi Martínez                         | Egoi Martínez                         | 1                       |                         |

| Beklimming Côte de la Croix-Rouge na 42,0 km | Beklimming Côte de la Croix-Rouge na 42,0 km | Beklimming Côte de la Croix-Rouge na 42,0 km | 4e cat. 1,4 km à 6,4 % | 4e cat. 1,4 km à 6,4 % |
| Plaats                                       | Naam                                         | Naam                                         | Punten                 |                        |
| Winnaar                                      | Stefan Schumacher                            | Stefan Schumacher                            | 3                      |                        |
| 2                                            | Pierrick Fédrigo                             | Pierrick Fédrigo                             | 2                      |                        |
| 3                                            | Alessandro Ballan                            | Alessandro Ballan                            | 1                      |                        |

## Uitslag
| rang | renner            | land          | ploeg                  | tijd       |
| ---- | ----------------- | ------------- | ---------------------- | ---------- |
| 1    | Sylvain Chavanel  | Frankrijk     | Cofidis                | 3u 37' 09" |
| 2    | Jérémy Roy        | Frankrijk     | Française des Jeux     | z.t.       |
| 3    | Gerald Ciolek     | Duitsland     | Cofidis                | op 1'13"   |
| 4    | Erik Zabel        | Duitsland     | Milram                 | z.t.       |
| 5    | Heinrich Haussler | Duitsland     | Gerolsteiner           | z.t.       |
| 6    | Leonardo Duque    | Colombia      | Cofidis                | z.t.       |
| 7    | Filippo Pozzato   | Italië        | Liquigas               | z.t.       |
| 8    | Thor Hushovd      | Noorwegen     | Crédit Agricole        | z.t.       |
| 9    | Robert Förster    | Duitsland     | Team Gerolsteiner      | z.t.       |
| 10   | Julian Dean       | Nieuw-Zeeland | Team Garmin - Chipotle | z.t.       |

## Strijdlustigste renner
| renner           | land      | ploeg   |
| ---------------- | --------- | ------- |
| Sylvain Chavanel | Frankrijk | Cofidis |

## Algemeen klassement
| rang | renner                | land             | ploeg                  | tijd        |
| ---- | --------------------- | ---------------- | ---------------------- | ----------- |
|      | Carlos Sastre         | Spanje           | Team CSC Saxo Bank     | 82u 54' 36" |
| 2    | Fränk Schleck         | Luxemburg        | Team CSC Saxo Bank     | op 1' 24"   |
| 3    | Bernhard Kohl         | Oostenrijk       | Team Gerolsteiner      | op 1' 33"   |
| 4    | Cadel Evans           | Australië        | Silence-Lotto          | op 1' 34"   |
| 5    | Denis Mensjov         | Rusland          | Rabobank               | op 2' 39"   |
| 6    | Christian Vande Velde | Verenigde Staten | Team Garmin - Chipotle | op 4' 41"   |
| 7    | Alejandro Valverde    | Spanje           | Caisse d'Epargne       | op 5' 35"   |
| 8    | Samuel Sánchez        | Spanje           | Euskaltel-Euskadi      | op 5' 52"   |
| 9    | Tadej Valjavec        | Slovenië         | AG2R-La Mondiale       | op 8' 10"   |
| 10   | Vladimir Jefimkin     | Rusland          | AG2R-La Mondiale       | op 8' 24"   |

## Nevenklassementen

### Puntenklassement
| rang | renner       | land      | ploeg           | punten |
| ---- | ------------ | --------- | --------------- | ------ |
|      | Óscar Freire | Spanje    | Rabobank        | 244    |
| 2    | Erik Zabel   | Duitsland | Team Milram     | 202    |
| 3    | Thor Hushovd | Noorwegen | Crédit Agricole | 198    |

### Bergklassement
| rang | renner        | land       | ploeg           | punten |
| ---- | ------------- | ---------- | --------------- | ------ |
|      | Bernhard Kohl | Oostenrijk | Gerolsteiner    | 125    |
| 2    | Carlos Sastre | Spanje     | CSC - Saxo Bank | 80     |
| 3    | Fränk Schleck | Luxemburg  | CSC - Saxo Bank | 80     |

### Jongerenklassement
| rang | renner          | land      | ploeg    | tijd        |
| ---- | --------------- | --------- | -------- | ----------- |
|      | Andy Schleck    | Luxemburg | Team CSC | 83u 04' 40" |
| 2    | Roman Kreuziger | Tsjechië  | Liquigas | op 1' 58"   |
| 3    | Vincenzo Nibali | Italië    | Liquigas | op 15' 35"  |

### Ploegenklassement
| rang | ploeg                | land       | tijd          |
| ---- | -------------------- | ---------- | ------------- |
|      | Team CSC - Saxo Bank | Denemarken | 248u 37' 01"  |
| 2    | AG2R-La Mondiale     | Frankrijk  | op 9' 27"     |
| 3    | Rabobank             | Nederland  | op 1h 01' 17" |

1e etappe ·
2e etappe ·
3e etappe ·
4e etappe ·
5e etappe ·
6e etappe ·
7e etappe ·
8e etappe ·
9e etappe ·
10e etappe ·
11e etappe ·
12e etappe ·
13e etappe ·
14e etappe ·
15e etappe ·
16e etappe ·
17e etappe ·
18e etappe ·
19e etappe ·
20e etappe ·
21e etappe
Startlijst · Eindstanden · Afbeeldingen